# Марио ла Кава
Марио Ла Кава (Бовалино, 11. септембар 1908 – Бовалино, 16. новембар 1988) је био италијански писац. Препознатљив је по делима која се тичу живота сељака са југа Италије.

## Живот
Његова породица је припадала ситној буржуазији. Отац му је био наставник, а мајка, иако је била посвећена само кућним пословима, била је изузетно надарена за приповедање, што је утицало на Ла Кавино формирање. По завршетку средње школе у Калабрији, сели се у Рим где је похађао Медицински факултет. Незадовољан овом одлуком, после три године напушта факултет у Риму и уписује Правни факултет у Сијени где је и стекао диплому 1931. године.
Искуства која је стекао као студент у Риму и Сијени, само су обогатила његов живот. Међутим, ништа га није могло удаљити од места у којој се родио и одрастао. Враћа се у Бовалино где ће провести остатак живота.

## Поетика
Одлука да се врати у своје родно место је само на изглед мотивисана личним разлозима зато што у многоме одговара Ла Кавином поимању књижевности:
```
"Ништа не може толико нашкодити једном писцу од убеђености да је стварност она префињеност која се среће у салонима где се окупља господа. Само у малим местима је могуће пратити човеков пут и из тога извући приче за своја дела."
[
2
]
```

## Дела
Разговори са Антонијицом (Colloqui con Antonuzza, 1954.)
Сећања старог маршала (Le memorie del vecchio maresciallo, 1958.)
Mими Кафјеро (Mimì Cafiero, 1959.)
Стефанов живот (La vita di Stefano, 1962.)
Jедна љубавна прича (Una storia d'amore, 1973.)